# ETL
ETL (от англ. Extract, Transform, Load — дословно «извлечение, преобразование, загрузка») — один из основных процессов в управлении хранилищами данных, ETL – общий термин для всех процессов миграции данных из одного источника в другой (другие связанные с этим термины – экспорт, импорт, конвертация данных, парсинг файлов, web-scrapping и пр.), который включает в себя:
- извлечение данных из внешних источников;
- их трансформация, очистка и обогащение, чтобы они соответствовали потребностям бизнес-модели;
- их загрузка в хранилище данных.

С точки зрения процесса ETL, архитектуру хранилища данных можно представить в виде трёх компонентов:
- источник данных: содержит структурированные данные в виде таблиц, совокупности таблиц или просто файла (данные в котором разделены символами-разделителями);
- промежуточная область: содержит вспомогательные таблицы, создаваемые временно и исключительно для организации процесса выгрузки.
- получатель данных: хранилище данных или база данных, в которую должны быть помещены извлечённые данные.

Перемещение данных от источника к получателю называют потоком данных. Требования к организации потока данных описываются аналитиком. ETL следует рассматривать не только как процесс переноса данных из одного приложения в другое, но и как инструмент подготовки данных к анализу.

## Извлечение данных в ETL
Начальным этапом процесса ETL является процедура извлечения записи из источников данных и подготовка их к процессу преобразования. При разработке процедуры извлечения данных в первую очередь необходимо определить частоту выгрузки данных из OLTP-систем или отдельных источников.
Выгрузка данных занимает определённое время, которое называется окном выгрузки.
Процедуру извлечения данных можно реализовать двумя способами:
- извлечение данных с помощью специализированных программных средств;
- извлечение данных средствами той системы, в которой они хранятся.

После извлечения данные помещаются в так называемую «промежуточную область», где для каждого источника данных создаётся своя таблица или отдельный файл, или и то и другое.

## Преобразование данных
Цель этого этапа — подготовка данных к размещению в хранилище данных и приведение их к виду более удобному для последующего анализа. При этом должны учитываться некоторые выдвигаемые аналитиком требования, в частности, к уровню качества данных. Поэтому в процессе преобразования может быть задействован самый разнообразный инструментарий, начиная с простейших средств ручного редактирования данных и заканчивая системами, реализующими сложные методы обработки и очистки данных. В процессе преобразования данных в рамках ETL чаще всего выполняются следующие операции:
- преобразование структуры данных;
- Агрегирование данных;
- перевод значений;
- создание новых данных;
- очистка данных.

## Загрузка данных
Процесс загрузки заключается в переносе данных из промежуточных таблиц в структуру хранилища данных.
При очередной загрузке в хранилище данных переносится не вся информация из источников, а только та, которая была изменена в течение промежуточного времени, прошедшего с предыдущей загрузки.
При этом выделяют два потока:
- поток добавления — в хранилище данных передается новая, ранее не существовавшая информация;
- поток обновления (дополнения) — в хранилище данных передается информация, которая существовала ранее, но была изменена или дополнена.

Для распределения загружаемых данных на потоке используются средства данных. Они фиксируют состояние данных в некоторые моменты времени и определяют, какие данные были изменены или дополнены.